# NGC 747
NGC 747 é uma galáxia espiral (Sb) localizada na direcção da constelação de Cetus. Possui uma declinação de -09° 27' 46" e uma ascensão recta de 1 horas, 57 minutos e 30,4 segundos.
A galáxia NGC 747 foi descoberta em 1886 por Frank Leavenworth.